# Nome du Faucon aux ailes déployées

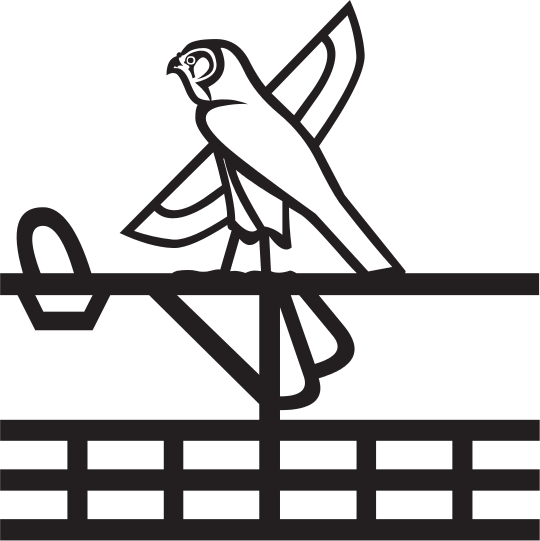
Hiéroglyphe symbole du Nome.

Le nome du Faucon aux ailes déployées (Nmty) est l'un des 42 nomes (division administrative) de l'Égypte antique. C'est l'un des vingt-deux nomes de la Haute-Égypte et il porte le numéro dix-huit.

## Géographie
Ce nome faisait près de 63 km de long selon la liste des nomes de Sésostris Ier. 
Les frontières du nome de sont pas certaines : 
- selon Pierre Montet, le nome s'étendait a minima sur la rive orientale du Nil, avec pour frontière avec le nome des Deux sceptres (19e) à l'ouest le Bahr Youssouf au moins sur la partie méridionale de la frontière, sur la partie septentrionale, la limite pouvant se situer entre le Bahr Youssouf et le Nil[1] ; le nome était bordé au nord par le nome supérieur du Laurier rose (20e) à l'ouest du Nil et le nome du Couteau (22e) à l'est du Nil[2] ; la frontière sud avec le nome du Chacal (17e) a peut-être fluctué au cours du temps, la partie septentrionale de ce 17e nome a peut-être pendant un temps été limité à la rive occidentale du Nil (notamment au Moyen Empire) avant de s'étendre sur les deux rives[3],
- selon la carte de Michel Dessoudeix, le nome s'étendait uniquement sur la rive orientale du Nil, avec à l'ouest le nome des Deux sceptres (19e), au nord le nome supérieur du Laurier rose (20e) qui s'étendait sur les deux rives du Nil, et au sud le nome du Chacal (17e) qui s'étendait également sur les deux rives du Nil[4].

## Histoire
La capitale du nome semble avoir changé à un certain moment :
- au cours de la XIIe dynastie, la capitale était Hout Nesout comme le montre la liste des nomes de Sésostris Ier[5] ;
- au cours de la période ptolémaïque, la capitale était Hout Bénou comme l'indique une inscription provenant d'Edfou[5].

Ces inscriptions montrent aussi que la frontière entre les 17e et 18e nomes a évolué car la ville d'Hout Nesout, capitale du 18e nome pendant la XIIe dynastie était devenue la capitale du 17e nome pendant la période ptolémaïque selon l'inscription d'Edfou.

## Divinités locales

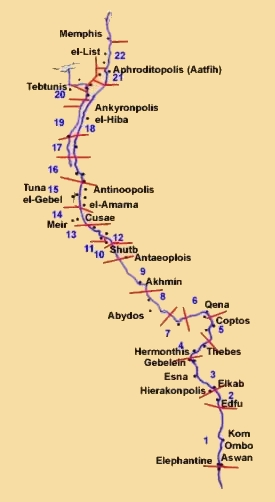
Les nomes de Haute-Égypte

Le dieu principal du nome est Nemty comme l'indique la liste des nomes de Sésostris Ier et le nom même du nome.

## Lieux principaux
Aucune ville attestée dans les textes n'est située avec certitude sur le terrain :
- Hout Nesout,
- Hout-Bénou,
- Iy-mérout,
- Ta-Tehen-our-nékhiou,
- Tayou-Djayt,
- Hout-hou-sen,
- Per-Khnoum,
- Ounem-nef-ta,
- Geheset.

Les sites où des éléments archéologiques ont été découverts ; le premier de ces sites est cependant à partager entre le 17e nome et le 18e nome, les frontières ayant été, semble-t-il, fluctuantes :
- Kôm el-Ahmar Saouaris : des tombes de la VIe dynastie et un temple de Ptolémée Ier,
- El Hibeh : une ville avec un temple de Sheshonq Ier et Osorkon Ier et une nécropole de la Basse Époque.

Selon Pierre Montet et Michel Dessoudeix, les associations de lieux actuels et de noms égyptiens anciens peuvent être faits avec une certaine assurance :
- El Hibeh serait Tayou-Djayt et serait à placer dans le 18e nome uniquement[10],[11],
- Kôm el-Ahmar Saouaris serait Hout Nesout et serait à placer dans les 17e et 18e nomes selon la période[12],[11],
- Béni Samit serait Hout-Bénou et serait à placer dans le 18e nome uniquement[11].